# أبيل أنطون
أبيل أنطون رودريغو (بالإسبانية: Abel Antón Rodrigo، ولد في 24 أكتوبر 1962، أوخويل، سوريا، إسبانيا) عداء إسباني.
حصل على ميداليتين ذهبيتين في بطولات العالم لألعاب القوى عام 1997 و1999، كما حاز على الميدالية الذهبية في بطولة أوروبا لألعاب القوى عام 1994.

## إنجازاته

### بطولة العالم لألعاب القوى
- 1997 أثينا  اليونان:  ميدالية ذهبية في سباق الماراثون.
- 1999 إشبيلية  إسبانيا:  ميدالية ذهبية في سباق الماراثون.

### بطولة العالم للعدو الريفي
- 1990 أيكس ليه باين  فرنسا:  ميدالية برونزية في سباق الفرق.
- 1991 أنتويرب  بلجيكا:  ميدالية برونزية في سباق الفرق.

### بطولة أوروبا لألعاب القوى
- 1994 هلسنكي  فنلندا:  ميدالية ذهبية في سباق 10.000 متر.
- 1994 هلسنكي  فنلندا:  ميدالية برونزية في سباق 5.000 متر.

### بطولة أوروبا لألعاب القوى داخل الصالات
- 1989 لاهاي  هولندا:  ميدالية فضية في سباق 3.000 متر.

## وصلات خارجية
- أبيل أنطون على موقع الاتحاد الدولي لألعاب القوى (الإنجليزية)
- أبيل أنطون على موقع اللجنة الأولمبية الدولية (الإنجليزية)
- أبيل أنطون على موقع أوليمبيديا (الإنجليزية)
- أبيل أنطون على موقع اللجنة الأولمبية الإسبانية (الإسبانية)